# NGC 6003
NGC 6003 (другие обозначения — UGC 10048, MCG 3-40-48, ZWG 107.43, ARAK 487, NPM1G +19.0442, PGC 56130) — линзообразная галактика (S0) в созвездии Змея.
Этот объект входит в число перечисленных в оригинальной редакции «Нового общего каталога».